# Reina Cheorin
Reina Cheorin   (Dinastia Joseon, 23 de març de 1837 - Changgyeonggung, 12 de maig de 1878), també coneguda com Reina Dowager Myeongsun (명순대비), fou la Reina consort de Joseon per matrimoni amb el rei Cheoljong.

## Biografia
La dama Kim va néixer al (nou) clan Andong Kim (Hangul: 신 안동 김씨; Hanja: 新 安東 金氏), com la filla gran de Kim Mun-geun (Hangul: 김문근; Hanja: 树氏) i la seva segona. esposa, la princesa consort Heungyang del clan Yeoheung Min (Hangul: 흥양부부인 여흥 민씨; Hanja: 興陽府夫人 驪興 閔氏). Com a part de la manipulació del clan Andong Kim del rei Cheoljong, es va casar amb ell el 17 de novembre de 1851.
El 1858, la reina va donar a llum un fill, Yi Yung-jun, però va morir menys d'un any després, el 1859.
El 16 de gener de 1864, el rei Cheoljong va morir sense hereu masculí. Es sospitava que això era el resultat d'un joc brut per part del clan Andong Kim, que havia arribat al poder a través del matrimoni mixt amb la Casa de Yi.
La selecció del següent rei va estar en mans de tres vídues: la reina Sinjeong (vídua del príncep hereu Hyomyeong i mare del rei Heonjong), la reina Hyojeong (esposa del rei Heonjong) i la reina Cheorin, esposa del rei Cheoljong.
A mesura que la malaltia de Cheoljong es complicava, la gran reina reial vídua Sinjeong veié una oportunitat per avançar en la causa del clan Pungyang Jo (l'únic veritable rival del clan Andong Kim), quan va ser abordada per Yi Ha-eung, un descendent del rei Injo (r. 1623–1649), el pare del qual va ser fet fill adoptiu del príncep Eunsin, nebot del rei Yeongjo (r. 1724–1776). La branca familiar de Yi Ha-eung pertanyia a una descendència obscura del clan Jeonju Yi, que havia sobreviscut a la sovint mortal intriga política que sovint embolcallava la cort Joseon sense formar afiliacions. El mateix Yi Ha-eung no era elegible per al tron a causa d'una llei que dictava que qualsevol possible hereu havia de formar part de la generació posterior al més recent titular del tron, però el seu segon fill Yi Myeong-bok (futur emperador Gojong), era un possible successor.
El clan Pungyang Jo va veure que Yi Myeong-bok només tenia dotze anys i que no podria governar en el seu propi nom fins que arribés a la majoria d'edat, de manera que podrien influir fàcilment en Yi Ha-eung, que actuaria com a regent per el futur rei. Tan bon punt la notícia de la mort de Cheoljong va arribar a Yi Ha-eung a través de la seva intricada xarxa d'espies, ell i el clan Pungyang Jo van prendre el segell reial, un objecte que es considerava necessari perquè tingués lloc un regnat legítim i rebé el reconeixement aristocràtic, donant efectivament a la reina Sinjeong el poder absolut per seleccionar el successor al tron. Quan la mort de Cheoljong es convertí en un fet conegut, el clan Andong Kim (i per tant la reina reina Cheorin) perdé el poder segons la llei.
El 16 de gener de 1864, Yi Myeong-bok va ser nomenat príncep Ikseong per la gran reina vídua Sinjeong, i l'endemà, el seu pare va rebre el títol de Daewongun. El 21 de gener, Yi Myeong-bok va ser entronitzat com a rei Gojong, i la reina vídua Sinjeong va començar la seva regència.
Com que Gojong era tan jove, la reina Sinjeong va convidar el Daewongun a ajudar el seu fill a governar. Pràcticament va renunciar al seu dret a ser regent, i encara que va mantenir el títol, el Daewongun era de fet el veritable governant.
La reina Cheorin va morir el 12 de juny de 1878 i està enterrada a Inreung, Seül, amb el seu marit.

## Títols
- 27 d'abril de 1837 - 12 de juny de 1878 : Dama Kim, filla de Kim Mun-geun del clan Andong Kim

1. Dama Kim (안동 김씨, 安東 金氏)
2. Filla de Kim Mun-geun (김문근의 딸, 金汶根之 女)

- 17 de novembre de 1851 - 16 de gener de 1864:[3][4][5] La reina consort de Joseon (조선 왕비, 朝鮮 王妃)
- 16 de gener de 1864 - 26 de març de 1866 : la reina vídua de Joseon (조선 대비, 朝鮮 大妃)
- 26 de març de 1866 - 12 de juny de 1878 :[6] Reina vídua Myeongsun (명순 대비, 明純 大妃)

### Títols pòstums
- Dinastia Joseon
  - Títol formal complet: Reina Myeongsun[7] Hwiseong[8] Jeong'won[9] Suryeong[10] Gyeongheon Jangmok Cheorin de Joseon (명순휘성정원수령경헌장목 철쎝洅 철쎝 敛 斁 斳 甾 甽 斁 甽 斳 甾 斳日本敬獻莊穆哲仁王后)
  - Títol breu informal: Reina Cheorin (철인왕후 ;哲仁王后)
- Imperi coreà
  - Títol formal complet : Emperadriu Myeongsun Hwiseong Jeong'won Suryeong Gyeongheon Jangmok Cheorin Jang[11] de l'Imperi de Corea (휘성 정원 명순 수령 경 헌장 목 철인 장 황후 ;純徽明聖正元粹寧敬獻莊穆哲仁章皇后)
  - Títol breu informal: Emperadriu Cheorin Jang (철인장황후 ;哲仁章皇后)

## Cultura popular
- Interpretada per Jo Nam-gyeong a la sèrie de televisió de KBS1 de 1982 Wind and Cloud
- Interpretada per Chae Yoo-mi a la sèrie de televisió de MBC de 1990 Daewongun
- Interpretada per Yoo Hye-yeong a la sèrie de televisió de KBS de 2001-2002 Empress Myeongseong
- Interpretada per Shin Hye-sun a la sèrie de televisió de tvN del 2020 Mr. Queen .